# Niedersächsischer Landesrechnungshof
Der Niedersächsische Landesrechnungshof ist eine oberste Landesbehörde mit Sitz in Hildesheim. Seine Aufgabe ist die unabhängige externe Finanzkontrolle des Landes Niedersachsen. Er ist von Weisungen unabhängig und nur dem Gesetz unterworfen.

## Rechtsgrundlagen
Artikel 70 der Niedersächsischen Verfassung ist die Grundlage für Existenz, Aufgaben und Wahl der Mitglieder des Landesrechnungshofs, die richterliche Unabhängigkeit besitzen. Die Einzelheiten von Wahlverfahren, Stellung, Tätigkeit und Organisation bestimmen sich nach dem Gesetz über den Niedersächsischen Landesrechnungshof (LRHG). Relevant für die Tätigkeit ist auch die Niedersächsische Landeshaushaltsordnung (LHO), insbesondere die §§ 88 bis 104 sowie das Niedersächsische Gesetz über die überörtliche Kommunalprüfung.

## Organisation

### Senat

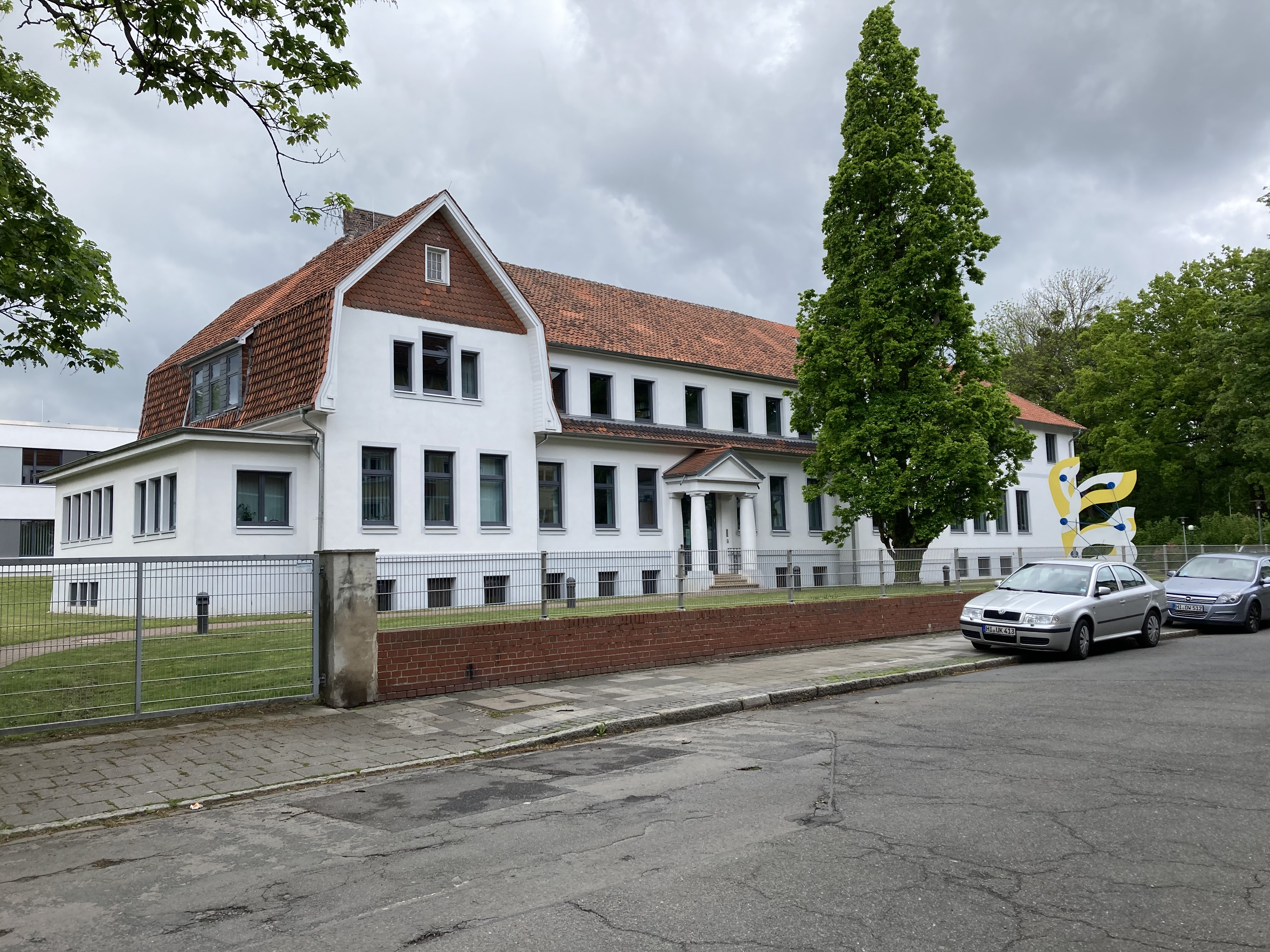
Sitz des Niedersächsischen Landesrechnungshofs in der Hildesheimer Nordstadt

Der Senat ist das Entscheidungsgremium des Rechnungshofs. Er besteht aus dem Präsidenten, dem Vizepräsidenten und vier weiteren Senatsmitgliedern. Letztere leiten ihre Prüfabteilungen. Sie tragen gemeinsam mit den Referatsleitungen die Verantwortung für die Erledigung der Aufgaben. Sie entscheiden kollegial im Senat z. B. über Stellungnahmen, Prüfungsmitteilungen und Jahresberichte.
Die Mitglieder sind richterlich unabhängig.

### Präsident
Präsidentin ist seit Juli 2016 Sandra von Klaeden. Sie ist Behördenleiterin und Dienstvorgesetzte der Beschäftigten des Rechnungshofs. Sie vertritt diesen nach außen. Dabei wirkt sie sowohl auf eine ordnungsgemäße Erledigung der Aufgaben als auch auf die Einhaltung einheitlicher Grundsätze bei den Entscheidungen hin.
Frühere Präsidenten
- Richard Höptner (2008–2016)
- Martha Jansen (2003–2007)
- Wolfgang Meyerding (1999–2003)
- Heiner Herbst (1992–1999)
- Rolf Klein (1978–1991)
- Karl Lüersen (1961–1977)
- Erich Moelle (1959–1960)
- Hermann Härtig (1948–1959)[5]

### Verwaltungsstruktur
Dem Präsidenten ist eine Stabsstelle zugeordnet:
- Präsidialstelle: Interne Verwaltung (u. a. Personal, Haushalt, Organisation)

Dem Vizepräsidenten ist eine weitere Stabsstelle zugeordnet:
- Generalien: Allgemeine Finanzverwaltung (u. a. Haushalts-, Kassen- und Rechnungswesen, Haushaltsrecht, Neue Steuerungsinstrumente)

Die Verwaltung gliedert sich in sechs Abteilungen, welche wiederum in ein bis drei Referate unterteilt sind.
- Abteilung 1: Organisations- und Wirtschaftlichkeitsprüfungen, Verwaltungsmodernisierung, Informationstechnologie und E-Government, LSKN (Er wurde am 31. Dezember 2013 aufgelöst und in die IT.Niedersachsen und das Landesamt für Statistik Niedersachsen (LSN) überführt), Rechenzentren
- Abteilung 2: Niedersächsisches Justizministerium, Öffentliches Dienstrecht, Niedersächsisches Ministerium für Ernährung, Landwirtschaft und Verbraucherschutz, Niedersächsisches Ministerium für Umwelt, Energie, Bauen und Klimaschutz
- Abteilung 3: Niedersächsisches Ministerium für Wissenschaft und Kultur, Landtag, Niedersächsischer Staatsgerichtshof, Niedersächsisches Kultusministerium
- Abteilung 4: Niedersächsisches Finanzministerium, Allgemeine Finanzverwaltung, Hochbau, Niedersächsisches Ministerium für Wirtschaft, Bauen, Verkehr und Digitalisierung, Niedersächsische Staatskanzlei, Medien
- Abteilung 5: Niedersächsisches Ministerium für Inneres und Sport, Niedersächsisches Ministerium für Soziales, Gesundheit und Gleichstellung
- Abteilung 6: Überörtliche Kommunalprüfung (seit 2011)

Abweichend von § 12 LRHG entscheidet der Präsident des Rechnungshofs in Angelegenheiten nach dem Niedersächsischen Gesetz über die überörtliche Kommunalprüfung allein.

## Aufgaben
Der Rechnungshof prüft den Haushalt des Landes und dessen Verwaltung auf
- Ordnungs- und Rechtmäßigkeit des Verwaltungshandelns und
- wirtschaftlichen Einsatz der Mittel.

Der Rechnungshof wirkt zunehmend als Berater für Verwaltung und Parlament. Durch eine frühzeitige Beratung will der Rechnungshof dazu beitragen, dass die Steuergelder wirtschaftlich eingesetzt werden.
Aufgrund des Landtagsbeschlusses vom 8. Dezember 2010 nimmt der Rechnungshof seit dem 1. Januar 2011 auch die Aufgaben der überörtlichen Kommunalprüfung wahr. Von 2005 bis 2010 oblag diese der Niedersächsischen Kommunalprüfungsanstalt.

### Prüfungsverfahren
Eine Prüfung wird durch ein Prüfungskonzept vorbereitet.
Dazu gehören
- die zu prüfenden Bereiche,
- die wesentlich zu beantwortenden Fragen und
- das Prüfungsziel.

Nach dem Einführungsgespräch bei der geprüften Stelle beginnen die Prüfungsarbeiten der Prüfer. Sie nehmen Einsicht in Akten, Belege oder Datenbanken, fordern von der geprüften Stelle schriftlich weitere Informationen an und erheben vor Ort z. B. durch Befragungen der Beschäftigten.

### Prüfungsmitteilung
Während der Prüfung werden erhobene Sachverhalte mit der geprüften Stelle abgestimmt. In einem Schlussgespräch werden Sachverhalt und Prüfungsergebnisse mit der geprüften Stelle erörtert und in einem Vermerk oder einer Prüfungsmitteilung festgehalten. Letztere wird vom Senat beschlossen und anschließend der geprüften Stelle zur Stellungnahme übermittelt. Nach Abarbeitung der Prüfungsergebnisse wird das Prüfungsverfahren durch Mitteilung an die geprüfte Stelle abgeschlossen.